# エスワティニの王母
エスワティニの王母（エスワティニのおうぼ）は、エスワティニの先代の王妃・国王の母に与えられる称号である。
日本、他国の皇太后に相当する。国王は行政上の国家元首に対し、王母は精神的な国家元首の役職を果たすとされる。ソブーザ2世治世下に権限が縮小された。

## 概要
かつては強大な権限を保持したが、現在は象徴的な国事行為に留められている（リード・ダンスの主催、雨乞いの執行など）。
王母はドラミニ家の最長老でもあり、国王が幼少または病弱な場合は王母が摂政として国王の職務を代行する。古代の王母は摂政時代に国王を凌ぐ影響力を持つ者が多く存在した。しかし王母はドラミニ家出身ではないため、女王として即位することは出来ない。
摂政として有名な例には、ソブーザ2世の祖母ラボツィべニ・ムドゥルイ、ムスワティ3世の母ヌトンビなどが挙げられる。王母の地位はソブーザ2世死後、ドラミニ家の有力者だったムファナシビリ王子の影響で衰退した。

## 歴代王母一覧
- ラヤカ・ンドワンドウェ（英語版）（在位：1745年 - 1780年、摂政：1780年）
- ロンヴラ・ムンゼベレ（英語版）（在位：1780年 - 1815年、摂政：1815年）
- ロジバ・シメラネ（英語版）（在位：1815年 - 1840年、摂政：1836年 - 1840年）
- ツァンジレ・ンドワンドウェ（英語版）（在位：1840年 - 1875年）
- シシレ・クマロ（英語版）（在位：1875年）
- ティバティ・ンカンブル（英語版）（在位：1875年 - 1894年、摂政：1889年 - 1894年）
- ラボツィべニ・ムドゥルイ（英語版）（在位：1894年 - 1925年、摂政：1899年 - 1921年）
- ロマワ・ンドワンドチェ（英語版）（在位：1925年 - 1938年）
- ヌクワセ・ンドワンドチェ（英語版）（在位：1938年 - 1957年）
- ジフラティ・ンドワンドチェ（英語版）（在位：1957年 - 1975年）
- セネレレニ・ンドワンドチェ（英語版）（在位：1975年 - 1980年）
- ゼリーウェ・ショングウェ（英語版）（在位：1982年 - 1983年、摂政：1982年 - 1983年）
- ヌトンビ（在位：1983年 - 現在、摂政：1983年 - 1986年）